# Toán học Ai Cập cổ đại
Toán học Ai Cập cổ đại là một nền toán học được phát triển và sử dụng tại Ai Cập cổ đại, từ khoảng 3000 TCN đến 300 TCN, từ Cựu Vương triều Ai Cập cho đến khi Hy Lạp hóa. Những người Ai Cập cổ đại đã sử dụng một hệ thống số để đếm và giải quyết các vấn đề toán học được viết ra, thỉnh thoảng bao gồm phép nhân và phép chia. Bằng chứng về nền toán học Ai Cập cổ đại bị giới hạn ở bởi một số lượng khan hiếm các nguồn còn tồn tại được viết trên giấy papyri. Từ những văn bản này, có thể biết rằng những người Ai Cập cổ đại đã hiểu các khái niệm về hình học như việc định nghĩa về diện tích bề mặt và thể tích của những vật ba chiều, rất có hữu dụng cho kiến trúc Ai Cập cổ đại, và đại số như regula falsi và phương trình bậc hai. 

## Tổng quát
Bằng chứng được viết tay về việc sử dụng toán học có niên đại 3000 TCN với những biểu tượng ngà voi được tìm thấy tại hầm U-j ở Abydos. Những dấu hiệu này xuất hiện để được sử dụng như những chiếc thẻ cho những hàng hóa quan trọng vài cái trong số đó có được đánh số. Những bằng chứng khác của việc sử dụng hệ số đếm 10 cơ bản có thể được tìm thấy ở đầu chùy Narmer thứ đã mô tả đồ tặng gồm 400,000 bò, 1,422,000 dê và 120,000 tù nhân.
Bằng chứng của việc sử dụng toán học trong Cổ Vương quốc (2690 TCN - 2180 TCN) là khan hiếm, nhưng có thể suy ra được từ những gì viết tay trên một bức tường gần một mastaba ở Meidum, thứ đã chỉ ra độ dốc của chiếc mastaba đó. Những đường kẻ trên mô hình đó được cách nhau ra bằng một cubit và cho thấy việc sử dụng đơn vị đo lường.
Những văn bản toán học đích thực sớm nhất có niên đại vào Vương triều thứ Mười Hai (1990 TCN - 1800 TCN). Papyrus Toán học Moscow, Cuộn Da Toán học Ai Cập và Papyri Toán học Lahun là một phần của một tập hợp lớn hơn của Papyri Kahun và Berlin Papyrus 6619 đều có niên đại vào thời kỳ này. Papyrus Toán học Rhind có niên đại vào Thời kỳ Chuyển tiếp thứ Hai của Ai Cập (vào khoảng 1650 TCN) được cho là dựa trên một văn bản toán học lâu đời hơn vào triều đại Thứ mười hai.
Papyrus Toán học Moscow và Papyrus Toán học Rhind được cho là những văn bản nêu lên các vấn đề toán học. Chúng bao gồm các vấn đề toán học với lối giải quyết. Các văn bản này có thể đã được viết bởi một giáo viên hoặc một học sinh đang bận rộn trong giải quyết các vấn đề toán học đặc trưng.
Một đặc điểm thú vị của toán học Ai Cập cổ đại đó là việc sử dụng các phân số đơn vị. Người Ai Cập cổ đại đã sử dụng vài lưu ý đặc biệt như {\displaystyle {\tfrac {1}{2}}}{\displaystyle {\tfrac {1}{3}}} và {\displaystyle {\tfrac {2}{3}}} và trong một vài văn bản là {\displaystyle {\tfrac {3}{4}}}, nhưng những phân số khác được sử dụng như là phân số đơn vị với dạng {\displaystyle {\tfrac {1}{n}}} hoặc tổng của các phân số đơn vị. Những người mô tả đã sử dụng các bảng giúp họ làm việc với những phân số. Cuộn Da Toán học Ai Cập, lấy ví dụ, là một bảng gồm các phân số đơn vị được thể hiện như là tổng của các phân số đơn vị khác. Papyrus Toán học Rhind và một vài văn bản khác lại sử dụng các phân số dạng {\displaystyle {\tfrac {2}{n}}}. Những bảng này cho phép người mô tả viết lại bất kỳ phân số nào dưới dạng {\displaystyle {\tfrac {1}{n}}} như là tổng của các phân số đơn vị.
Trong Tân Vương quốc (khoảng 1550 TCN - 1070 TCN), các vấn đề toán học đã được nhắc đến trong Papyrus Anastasi I và Papyrus Wilbour từ triều đại của Ramesses III ghi chép việc đo đạc đất đai. Trong các làng công nhân tại Deir el-Medina, một vài ostraca đã được tìm thấy, trong đó ghi chép lượng đất đai đã được rời đi để tạo nên các ngôi mộ.